# Rullkedja

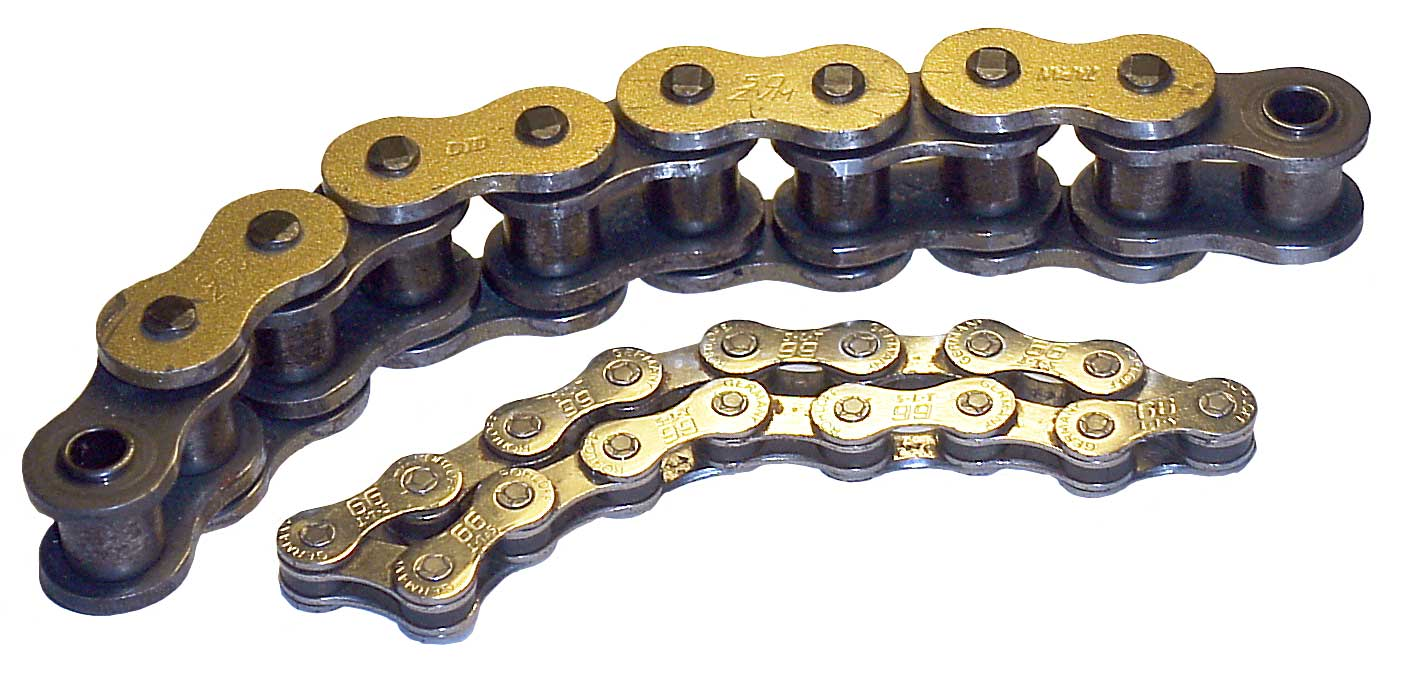
Rullkedja

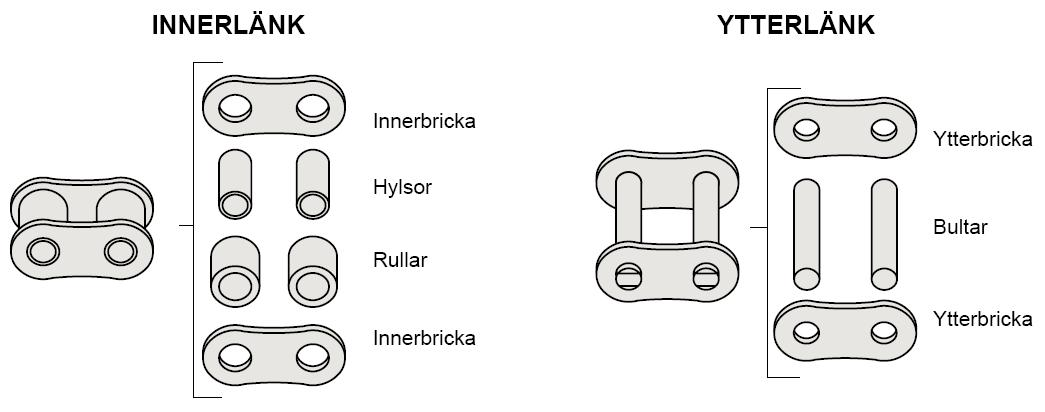
Rullkedjans komponenter

Rullkedja är en typ av sluten länkkedja som vanligtvis används för kraftöverföring mellan maskinelement. Den kanske vanligaste typen av rullkedja används till cyklar (se bilden). Dessa kedjor består av två typer av länkar: ytterlänkar och innerlänkar. Länkarna består i sin tur av inner- respektive ytterbrickor eller lameller, som är sammankopplade med hylsor och rullar. Hylsorna och rullarna är kedjans lagerytor och är därför de delar som slits snabbast. I rullkedjan sitter också en lås- eller kopplingslänk, som man lossar när kedjan ska bytas ut. Kopplingslänken kan låsas på flera olika sätt, bland annat med låsfjäder, saxsprint eller låsmutter. För att öppna en rullkedja krävs ofta specialverktyg, till exempel en kedjebrytare.
Kedjans lageryta (bultarna och hylsorna) är oftast djuphärdade. Vid tillverkningen är det vanligt att brickor, hylsor, bultar och rullar bombarderas med stålkulor för att ge kedjan bättre utmattningshållfasthet, kulpening.
Rullkedjor är endast böjliga i ett plan. Kraftöverföringen sker genom att kedjan löper över ett hjul med tänder som griper in i länkarna, kedjehjul. Det maskinelement som "drar" i kedjan kallas ofta drev.
Verkningsgraden för kraftöverföring med rullkedja är cirka 98 %.